# Bahía Honda (Veraguas)
Bahía Honda es un corregimiento del distrito de Soná en la provincia de Veraguas, República de Panamá. La localidad tiene 1.037 habitantes (2010).